# Jules Cerexhe
Jules Cerexhe, né le 24 septembre 1858 à Hodimont et mort le 24 octobre 1926 à Heusy, est un ancien conseiller et échevin communal de l'ancienne commune de Hodimont. Il est également considéré comme un des précurseurs de l'Office de la naissance et de l'enfance et a également été un des membres fondateurs de la section verviétoise de la Croix-Rouge de Belgique.

## Biographie
Jules Cerexhe est né Rue neuve à Hodimont, actuellement nommée Rue Jules Cerexhe. Il est le second de la famille Cerexhe-Clermont, dont le père était tanneur et le grand-père était médecin à Dolhain.
Sa maman meurt lorsqu'il a 17 ans.

## Rue Jules Cerexhe à Verviers
La rue située à Hodimont en bordure de Vesdre porte son nom. C'est en effet à cet endroit qu'est né l'ancien échevin.
Anciennement appelée Rue neuve, cette rue a vu grandir plusieurs maisons dans la première moitié du XVIIIe siècle. Plusieurs façades composées de briques et de pierres calcaires datent de l'époque. L'essor de l'activité des drapiers dans la ville permit à ces artisans Verviétois de s'acheter de belles constructions. C'est d'ailleurs dans cette rue que la première fabrique de Hodimont.
Une fontaine nommée Les Busettes est située dans la rue et est une représentation des cônes en cartons utilisés dans les fabriques de tissus de l'ancienne cité lainière. Cette fontaine a été réalisée par le sculpteur Serge Gangolf.